# Ejer Bavnehøj
Der Ejer Bavnehøj [ɑjʌ ˈb̥ɑu̯nəhʌi̯ˀ] (auch Ejer Baunehøj) bei Skanderborg in Jütland ist mit 170,35 m die dritthöchste natürliche Erhebung Dänemarks. Der 51 cm höhere Møllehøj liegt allerdings nur etwa 200 m entfernt auf dem gleichen Bergrücken und misst 170,86 m. Damit ist er die höchste natürliche Erhebung des Landes.

## Höhenbestimmung
Offiziell war noch bis 2004 der Yding Skovhøj (172,54 m) die höchste Erhebung. Auf der Kuppe des Yding Skovhøj befindet sich jedoch ein Grabhügel aus der Bronzezeit, also ein menschliches Bauwerk, das nach Meinung der Geodäten nicht in die Höhenmessung einbezogen werden darf. Ohne den Grabhügel beträgt seine durch Bohrungen exakt ermittelte Höhe 170,77 m. Das macht ihn zur zweithöchsten natürlichen Erhebung Dänemarks.

## Geschichte
Das bereits erwähnte Hügelgräberfeld belegt die frühe Besiedlung der Landschaft. Im Mittelalter nutzte man den Berg zeitweise als Signalstation, um durch verabredete Feuer- oder Lichtsignale Nachrichten zu übermitteln. Noch im 19. Jahrhundert befanden sich auf dem Berggipfel in Kriegszeiten militärische Wachposten, so im Deutsch-Dänischen Krieg. 
Die dänische Landvermessung nutzte die Hügelkuppel im 19. Jahrhundert als Basis des topographischen Festpunkte-Netzes. Seit 1917 steht der Höhenzug unter Landschaftsschutz. 
Die nationale Freude über die „Wiedervereinigung“ mit Süderjütland als Ergebnis der Volksabstimmung in Schleswig nach dem Ersten Weltkrieg führte 1920 zum Setzen eines Gedenksteines auf dem Berggipfel. Am ersten Jahrestag der Denkmalweihe besuchte der dänische König Christian X. die Jubelfeier und lockte damit viele tausend Besucher an. 
Eine 1924 von dänischen Nationalvereinen organisierte Sammlung diente der Erbauung eines Nationaldenkmals in Form eines Aussichtsturmes. Der Genforeningstårnet ist 12,5 m hoch und wird aus, so die Initiatoren, zwei miteinander verbundenen Triumphbögen gebildet. Unter dänischen Architekten stieß die monumentale Belanglosigkeit in den 1920er Jahren auf harsche Kritik und bekam den Spitznamen „Schornstein von Jütland“ verpasst. Im Jahr 1975 erwarb die Kommune Skanderborg das Denkmal. 
Nach dänischer Tradition treffen sich am Denkmal alljährlich am vierten Augustwochenende Vertreter aus allen dänischen Regionen, um den Gedenktag der Wiedervereinigung zu zelebrieren.    
Im Sommer 2015 beschloss die Kommune Skanderborg, mit finanzieller Unterstützung des Fonds Realdania Ejer Bavnehøj mit einem Informationsort und einem Kiosk aufzuwerten. Das Projekt sollte bis Ende 2016 abgeschlossen sein.

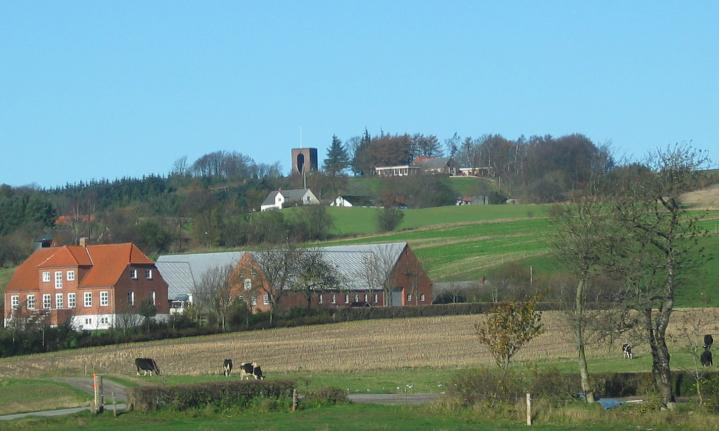
Blick von der E 45 auf den Ejer Bavnehøj (2004)